# Малослобідська сільська рада
Малослобідська́ сільська́ ра́да — адміністративно-територіальна одиниця та орган місцевого самоврядування в Кодимському районі Одеської області. Адміністративний центр — село Мала Слобідка.

## Загальні відомості
Малослобідська сільська рада утворена в 1924 році.
- Територія ради: 23,07 км²
- Населення ради: 581 особа (станом на 2001 рік)

## Населені пункти
Сільській раді підпорядковані населені пункти:
- с. Мала Слобідка

## Населення
За переписом населення України 2001 року в сільській раді мешкало 578 осіб.

### Мова
Розподіл населення за рідною мовою за даними перепису 2001 року:
| Мова       | Відсоток |
| ---------- | -------- |
| українська | 92,60 %  |
| молдовська | 4,48 %   |
| російська  | 2,93 %   |

## Склад ради
Рада складалася з 12 депутатів та голови.
- Голова ради: Решітко Людмила Іванівна
- Секретар ради: Решітко Людмила Василівна

### Керівний склад попередніх скликань
| Прізвище, ім'я, по батькові | Основні відомості                                                         | Дата обрання | Дата звільнення |
| --------------------------- | ------------------------------------------------------------------------- | ------------ | --------------- |
| Олійник Петро Андрійович    | Сільський голова, 1954 року народження, безпартійний                      | 26.03.2006   | 31.10.2010      |
| Решітко Людмила Іванівна    | Сільський голова, 1971 року народження, освіта вища, член Партії регіонів | 31.10.2010   |                 |

Примітка: таблиця складена за даними сайту Верховної Ради України

### Депутати
За результатами місцевих виборів 2010 року депутатами ради стали:

#### За суб'єктами висування
| Суб'єкт висування | Кількість обраних депутатів | %  |
| ----------------- | --------------------------- | -- |
| Партія регіонів   | 9                           | 75 |
| Самовисування     | 3                           | 25 |

#### За округами
| № округу        | Прізвище, ім'я, по батькові    | Дата визнання обраним | Освіта  | Партійна приналежність | Відомості про обраного депутата |
| --------------- | ------------------------------ | --------------------- | ------- | ---------------------- | --- |
| Партія регіонів |                                |                       |         |                        | |
| 1               | Антонюк Юрій Миколайович       | 03.11.2010            | середня | позапартійний          | тимчасово не працює |
| 2               | Антонюк Світлана Володимирівна | 03.11.2010            | вища    | член Партії регіонів   | ПП «Августов», продавець |
| 3               | Шмондрик Тетяна Олексіївна     | 03.11.2010            | вища    | позапартійна           | Малослобідська сільська рада, спеціаліст з бухгалтерського обліку                                                                      |
| 5               | Абаза Василь Григорович        | 03.11.2010            | середня | член Партії регіонів   | ДП «Кодимський держлісгосп» Слобідське лісництво, лісник                                                                               |
| 7               | Булат Анатолій Павлович        | 03.11.2010            | середня | позапартійний          | Малослобідський навчально-виховний комплекс «Загальноосвітня школа І-ІІ ст. — ДНЗ», різноробочий                                       |
| 9               | Бондар Сергій Савич            | 03.11.2010            | вища    | член Партії регіонів   | фермерське господарство «Кодимський Оріон», голова                                                                                     |
| 10              | Решітко Людмила Василівна      | 03.11.2010            | вища    | позапартійна           | Малослобідська сільська рада, спеціаліст з земельних питань                                                                            |
| 11              | Стефанець Юлія Григорівна      | 03.11.2010            | середня | позапартійна           | територіальний центр соціального обслуговування управління праці та соціального захисту населення Кодимської РДА, соціальний працівник |
| 12              | Бондар Людмила Євгеніївна      | 03.11.2010            | вища    | член Партії регіонів   | Малослобідська бібліотека, бібліотекар                                                                                                 |
| Самовисування   |                                |                       |         |                        | |
| 4               | Покотило Наталя Петрівна       | 03.11.2010            | вища    | позапартійна           | Малослобідська сільська рада, секретар                                                                                                 |
| 6               | Ніколайчук Володимир Дмитрович | 03.11.2010            | середня | позапартійний          | ВПС «Тимково», водій |
| 8               | Покотило Зінаїда Петрівна      | 03.11.2010            | вища    | позапартійна           | Малослобідський навчально-виховний комплекс «Загальноосвітня школа І-ІІ ст. — ДНЗ», директор                                           |